# أر أم أس بريطانيا
ار ام اس بريطانيا كانت عابرة محيط منتظمة مملوكة للشركة البريطانية كونارد ستيم شيب لاين. اطلقت سنة 1840, السفينة ومثيلاتها, اكاديا، كلدونيا, وكولمبيا, كانت أول عابرات محيط تمتلكها الشركة. كان طول بريطانيا 230 قدم وكانت بسرعة 8.5 عقدة ما يعدها سريعة وقتها.
بيعت بعد إكمال خدمتها كسفينة ملاحة واغرقت كسفينة هدف في 1880.